# Gaultheria japonica
Gaultheria japonica är en ljungväxtart som först beskrevs av Asa Gray, och fick sitt nu gällande namn av Herman Otto Sleumer. Gaultheria japonica ingår i släktet Gaultheria och familjen ljungväxter. Inga underarter finns listade i Catalogue of Life.

## Bildgalleri

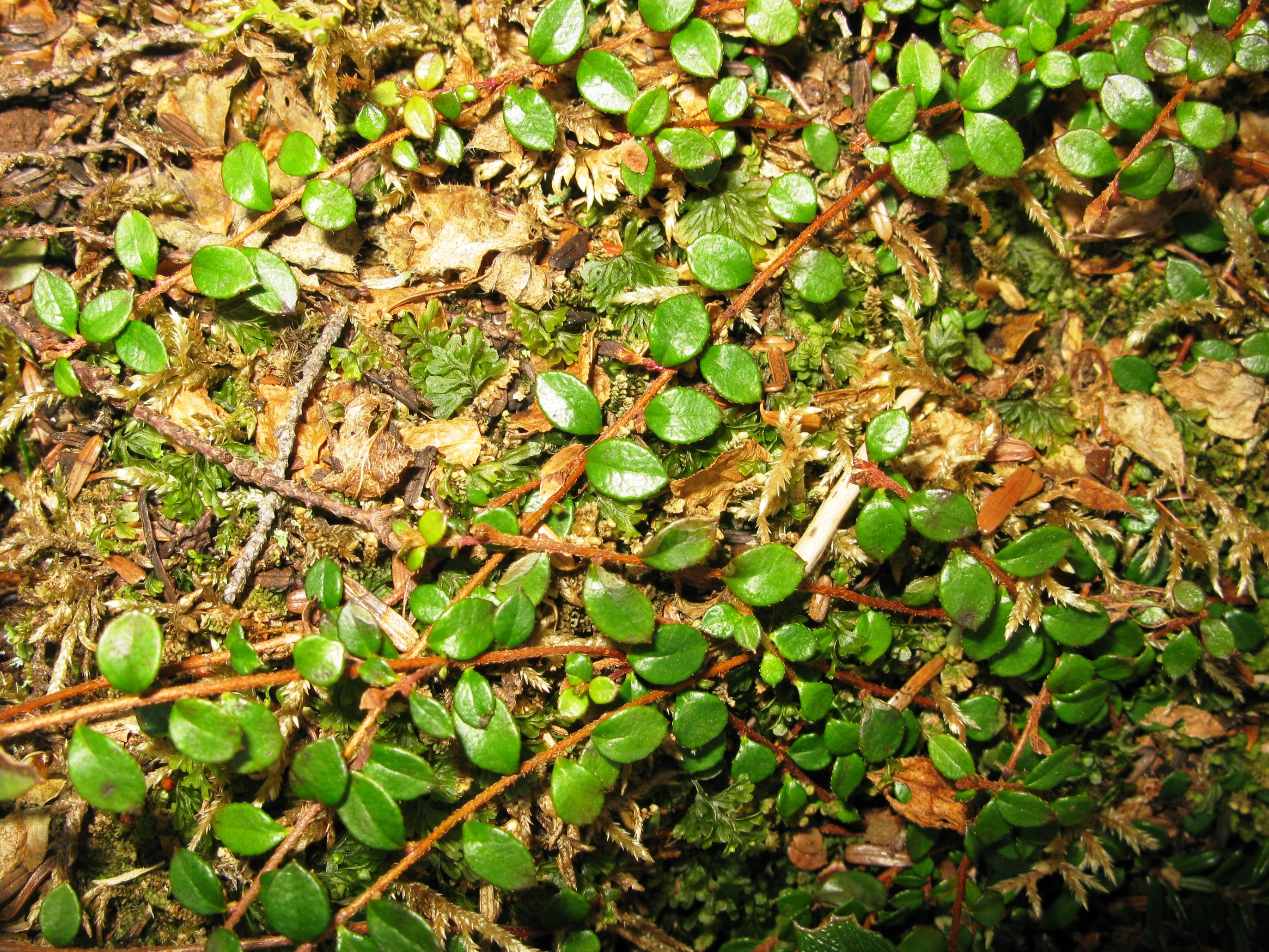